# Desenvolvimento como Liberdade
Desenvolvimento como Liberdade (no original, Development as Freedom) é um livro do Nobel de Economia Amartya Sen, publicado em 1999, no qual o autor propõe uma nova abordagem para a questão do desenvolvimento econômico e social: o desenvolvimento seria um processo de expansão da liberdade.
"A liberdade tem mil encanto a mostrar,
 Que os escravos, por maios satisfeitos, nunca hão de provar."